# Museo Histórico Local de Puente Genil
El Museo Histórico Local de Puente Genil es un museo municipal ubicado en la ciudad de Puente Genil, en la provincia de Córdoba, España. Actualmente el Museo tiene dos secciones: Arqueología y Etnografía.

## Historia
La creación del Museo Histórico Local de Puente Genil se aprueba en el 1981 y su sede estaba ubicada en el Hogar Juvenil. Aunque al comienzo había muy pocos fondos, en 1985 se produjo un incremento gracias a las intervenciones arqueológicas realizadas por el museo y por el SEPRONA, especialmente en la villa romana de Fuente Álamo y en el castillo Anzur.
Desde 1991, y tras una restauración, el Museo se ubica en el convento de La Victoria, edificio construido en el siglo XVII.

## Colección
La primera sala está dedicada a la Prehistoria y a la Protohistoria, que se cerraría con los pueblos íberos, especialmente los turdetanos que habitaron la zona.
La segunda sala está dedicada al mundo romano y visigodo, de esta zona destaca especialmente los objetos provenientes de la villa romana de Fuente Álamo.
La tercera sala pertenece a la Edad Media, cuando la zona de castillo Anzur, de la que proceden muchos objetos, comienza a perder habitantes y se funda la actual población de Puente Genil. También hay expuestos diferentes objetos de procediencia andalusí y castellana.
Por último, la cuarta sala pertenece a la sección de Etnografía, destacando las diferentes tradiciones de la población, su economía, fábricas, etc., especialmente el cultivo y la fabricación de dulce de membrillo.